# جاكي ترينت
جاكي ترينت (بالإنجليزية: Jackie Trent)‏ هي مغنية وكاتبة أغاني وممثلة بريطانية، ولدت في 6 سبتمبر 1940 في Newcastle-under-Lyme ‏ في المملكة المتحدة، وتوفيت في 21 مارس 2015 في منورقة في إسبانيا بسبب مرض.

## وصلات خارجية
- الموقع الرسمي
- جاكي ترينت على موقع IMDb (الإنجليزية)
- جاكي ترينت على موقع ميوزك برينز (الإنجليزية)
- جاكي ترينت على موقع ديسكوغز (الإنجليزية)